# 白金海
白金海（1952年9月—），男，蒙古族，內蒙古准格爾旗人，大學學歷。1972年11月參加工作，1975年12月加入中國共產黨。

## 生平
1972年11月，開始在烏海市化工廠工作。1986年7月，畢業於内蒙古農牧學院經濟系，之後繼續在烏海市服務，曾任中共烏海市委常委、統戰部部長，後出任中共烏海市委巡視員。
2020年7月26日，內蒙古自治區紀委監委宣布白金海嚴重違紀違法，决定給予開除黨籍處分。